# Columnea anisophylla
Columnea anisophylla är en tvåhjärtbladig växtart som beskrevs av Dc.. Columnea anisophylla ingår i släktet Columnea och familjen Gesneriaceae. Inga underarter finns listade i Catalogue of Life.